# District de Toulouse
Le district de Toulouse est une ancienne division territoriale française du département de la Haute-Garonne de 1790 à 1795.
Il était composé des cantons de Toulouse, Blagnac, Bruguieres, Castanet, Castelnau, Leguevin, Lévignac, Montastruc, Verfeil et Villemur.